# Парламентські вибори у Швеції 2018
Парламентські вибори в Швеції проходили у неділю 9 вересня 2018 року, на них були обрані 349 депутатів Риксдагу, який, в свою чергу, буде обирати прем'єр-міністра Швеції.

Партії-переможці за округами

Згідно з результатами, представленими видання Welt.de, найбільшу кількість голосів виборців — 28,4 %, здобула правляча Соціал-демократична партія, яка погіршила свої досягнення. На друге місце вийшла правоцентристська Помірна коаліційна партія, що здобула 19,8 % голосів. Ще 17,6 % голосів виборців здобула антиімігрантська партія «Шведські демократи».

## Контекст

### Економічна криза 2014 року
Після двох місяців роботи уряду прем'єр-міністр Стефан Левен оголосив про дострокові вибори.
Це сталося після того, як Лівий уряд Левена програв голосування по бюджету на 182 до 153, через те, що фракція шведських демократів голосувала разом з опозицією.
Однак 26 грудня 2014 року було підписано угоду між соціал-демократам, зеленими, консерваторами, лібералами, центристами та християнськими демократами, щоб забезпечити політичну стабільність як мінімум до 2022 року. Ця угода включає два основних положення:
- Кандидат на посаду прем'єр-міністра, який зібрав найбільшу підтримку буде обраний. Це стосується як діючих, так і нових кандидатів на посаду прем'єр-міністра.
- Уряду меншості буде дозволено мати свій бюджет, який може прийнятий при утриманні партій, які підписали угоду.

Після переговорів позачергові вибори скасовані 27 грудня 2014 року. 9 жовтня 2015 року, Партія християнських демократів вийшла з угоди, однак уряд працював до наступних чергових виборів.

## Партії

### Представництво в Риксдазі
Соціал-демократи (швед. SocialdemokraternaSocialdemokraterna) (S) — найстаріша і найбільша політична партія в Швеції. Має 113 місць в Риксдагу з 349-ти. Є основним компонентом діючого кабінету, в якому вона працює разом з Партією зелених. Її колишній лідер Стефан Левен був прем'єр-міністром Швеції з 3 жовтня 2014  до червня 2021 року.
Помірна коаліційна партія (швед. ModeraternaModeraterna) (M) — друга за величиною партія в Риксдазі (84 місця із 349-ти). З 2006 по 2014 роки була правлячою партією, а її тодішній лідер Фредрік Райнфельдт обіймав посаду прем'єр-міністра. Партія бере участь поряд з трьома іншими партіями політичної коаліції «Альянс»; всі чотири партії прагнуть повернутися до влади разом. Альянс має більше депутатів, ніж урядові партії, однак перебуває в опозиції. Райнфельдт подав у відставку з посади лідера партії після восьми років перебування на посаді прем'єр-міністра. Його наступником на посаді очільника 10 січня 2015 року стала Анна Кінберг Батра. Через два роки, через низький рейтинг партії вона пішла у відставку. Кінберг Батра оголосила про свою відставку на ранковій прес-конференції 25 серпня 2017 року. Колишній прем'єр-міністр і лідер Помірної коаліційної партії  Карл Більдт був запропонований як заміна, але він відмовився від пропозиції. В решті-решт, Ульф Крістерссон був обраний лідером партії, на партійній конференції 1 жовтня 2017 року.
Шведські демократи (швед. SverigedemokraternaSverigedemokraterna) (SD) — третя за величиною парламентська партія (49 місць з 349-ти). (SD) На виборах у 2014 році партія збільшила своє представництво в Риксдазі на 29 місць, ставши третьою за величиною. Партію з 2005 року очолює Йіммі Окессон. Інші партії неодноразово заявляли про відмову співпраці зі Шведськими демократами через вороже ставлення партії до іммігрантів, Євросоюзу та НАТО.
Партія зелених (швед. Miljöpartiet de GrönaMiljöpartiet de Gröna) (MP) — четверта за величиною парламентська партія (25 місць з 349-ти). Партія зелених разом з соціал-демократами утворює правлячу коаліцію. Це єдина шведська партія, що має двох керівників: Густав Фридолін (з 2011 року), який обіймає посаду міністра освіти та Ізабелла Левін (з 2016 року), міністр міжнародного розвитку та співробітництва.
Партія Центру (швед. CenterpartietCenterpartiet) (C) — п'ята за величиною партією Риксдагу (22 місця з 349-ти). Була частиною кабінету Райнфельдта з 2006 по 2014 роки, в даний час входить до Альянсу. Партію Центру з 2011 року очолює Анні Леф. З деяких питань вона співпрацює з соціал-демократами.
Ліва партія (швед. VänsterpartietVänsterpartiet) (V) — шоста за величиною партія Риксдагу (21 місце з 349-ти). Її колишнім лідером був Юнас Шестедт. Він зазначив, що партія прагне до участі в майбутньому червоно-зеленому коаліційному уряді. Ліва партія не є частиною чинного уряду, оскільки їй не було запропоновано взяти участь у цьому кабінеті після виборів 2014 року, але підтримує його своїми голосами.
Ліберали (швед. LiberalernaLiberalerna) (L) — сьома по величині парламентська партія (19 місць з 349-ти). Входила до уряду Райнфельдта з 2006 по 2014 роки, є членом Альянсу. Лібералів з 2007 року очолює Ян Бйорклунд, його керівництво все частіше критикують в партії.
Християнські демократи (швед. KristdemokraternaKristdemokraterna) (KD) — восьма за величиною партія (16 місць з 349-ти), входить до Альянсу. З 2015 року на чолі партії стоїть Ебба Буш Тор. За даними соціологічних опитувань існує значний ризик того, що партія не зможе пройти до Риксдагу під час виборів.

### Позапарламентські
Феміністська ініціатива (швед. Feministiskt InitiativeFeministiskt Initiative) (FI) — не має представництва в Риксдазі, але представлена в Європарламенті. Має рейтинг 1-2 %.
Є шанси подолати 4 % бар'єр для проходження в парламент у Піратської партії (швед. PiratpartietPiratpartiet), вона була представлена в Європарламенті в 2009—2014 роках.
Альтернатива для Швеції (швед. Alternativ för SverigeAlternativ för Sverige) — була сформована з колишніх членів партії Шведські демократи, виключених з неї. Партію очолює Густав Кассельстранд.

## Виборча система
Шведський Риксдаг складається з 349 депутатів, і всі вони обираються на основі пропорційного представництва за багатомандатними партійними списками, які складаються з регіональних груп (більшість великих учасників) або без поділу на групи (демократи Швеції). У кожному з 29 виборчих округів має бути обрано переможця по виборчому округу результати для забезпечення регіонального представництва. Решта депутатів визначаються пропорційним балансуванням, щоб гарантувати, що кількість обраних депутатів різних партій точно представляє голоси виборців. Шведська Конституція (Regeringsformen) 1 ч. 4 § говорить про те, що Риксдаг відповідає за оподаткування та закони, і 1 ч. 6 § говорить про те, що уряд несе відповідальність перед Риксдагом. Це означає, що у Швеції класична парламентарська форма конституційної монархії. Для обрання до парламенту партії потрібно подолати 4 % на національному рівні або 12 % чи більше у межах виборчого округу.

## Хід голосування
Виборчі дільниці працюють у неділю 9 вересня з 9:00 ранку до 21:00 (за київським часом). До участі в голосуванні запрошені близько 7,3 мільйона наділених правом голосу громадян Швеції.

## Результати
|                                       |                                       |                                       |           |      |       |     |  |  |  |
| Партії                                | Партії                                | Партії                                | Голоси    | %    | Місця | +/– |  |  |  |
|                                       | Соціал-демократи                      | S                                     | 1 775 636 | 28,4 | 100   | −13 |  |  |  |
|                                       | Помірна коаліційна партія             | M                                     | 1 236 490 | 19,8 | 70    | −14 |  |  |  |
|                                       | Шведські демократи                    | SD                                    | 1 100 662 | 17,6 | 62    | +13 |  |  |  |
|                                       | Партія Центру                         | C                                     | 537 359   | 8,6  | 31    | +9  |  |  |  |
|                                       | Ліва партія                           | V                                     | 495 988   | 7,9  | 28    | +7  |  |  |  |
|                                       | Християнські демократи                | KD                                    | 397 775   | 6,4  | 23    | +7  |  |  |  |
|                                       | Ліберали                              | L                                     | 342 605   | 5.,  | 19    | ±0  |  |  |  |
|                                       | Партія зелених                        | MP                                    | 271 473   | 4,3  | 15    | −10 |  |  |  |
|                                       |                                       |                                       |           |      |       |     |  |  |  |
|                                       | Феміністська ініціатива               | FI                                    | 27 744    | 0,4  | 0     | ±0  |  |  |  |
|                                       | Піратська партія                      | PP                                    |           |      |       |     |  |  |  |
|                                       | Альтернатива для Швеції               | AFS                                   |           |      |       |     |  |  |  |
|                                       | Північний рух опору                   | NRM                                   |           |      |       |     |  |  |  |
|                                       |                                       |                                       |           |      |       |     |  |  |  |
| Недійсні / порожні голоси             | Недійсні / порожні голоси             | Недійсні / порожні голоси             | 79 211    | –    | –     | –   |  |  |  |
| РАЗОМ                                 | РАЗОМ                                 | РАЗОМ                                 |           | 100  | 349   | 0   |  |  |  |
| Зареєстровані виборці / проголосували | Зареєстровані виборці / проголосували | Зареєстровані виборці / проголосували |           | 84,4 | –     | –   |  |  |  |

### Поза Альянсом
| |                                       |                                       |           |      |       |     |  |
| Альянс | Альянс                                | Альянс                                | Голоси    | %    | Місця | +/− |  |
| | Червоно-зелені (Швеція) (S+MP+V)      | Червоно-зелені (Швеція) (S+MP+V)      | 2 543 097 | 40,6 | 144   | −15 |  |
| | Альянс (M+C+L+KD)                     | Альянс (M+C+L+KD)                     | 2 514 229 | 40,3 | 143   | +2  |  |
| | Шведські демократи (SD)               | Шведські демократи (SD)               | 1 100 662 | 17,6 | 62    | +13 |  |
| |                                       |                                       |           |      |       |     |  |
| Недійсні / порожні голоси \|79 211 | Недійсні / порожні голоси \|79 211    | Недійсні / порожні голоси \|79 211    | –         | –    | –     |     |  |
| РАЗОМ | РАЗОМ                                 | РАЗОМ                                 |           |      | 349   | 0   |  |
| Зареєстровані виборці / проголосували | Зареєстровані виборці / проголосували | Зареєстровані виборці / проголосували |           | 84.4 | –     | –   |  |
| Джерело: SVT [Архівовано 10 вересня 2018 у Wayback Machine.] Valnatt [Архівовано 10 вересня 2018 у Wayback Machine.] (6 004 із 6 004 звітних округів) |                                       |                                       |           |      |       |     |  |